# أريغارون برودي
أريغارون برودي (الاسم العلمي:Erigeron frigidus) هو نوع من النباتات يتبع جنس الأريغارون من الفصيلة النجمية.